# 하이트진로
하이트진로(하이트眞露)는 대한민국의 주류 업체로 본사는 서울특별시 강남구 영동대로 714 (청담동)에 있다.

## 역사
하이트진로는 2011년 9월 1일 주식회사 진로와 하이트맥주가 통합을 하여 대한민국 최대 주류기업으로 공식 출범하였다.
한국의 주류기업 중 가장 오랜 역사를 갖고 있는 하이트맥주와 진로가 단일회사로 통합되면서 탄생하였으며, 이는 맥주와 소주 분야 대한민국 1위 기업간의 통합이다.
2013년을 통합영업의 원년으로 삼고 본격적인 통합영업을 통해 시너지를 극대화할 계획이다. 또 동년 7월 강원공장에 식품안전경영시스템인 국제규격 ISO22000인증을 획득하였다. 2011년 법인통합에 이어 조직통합을 통해 소주부문과 맥주부문간 정보와 인력을 공유하고 효율성 개선을 통한 경쟁력 제고에 힘쓰고 있다.
하이트진로는 향후 매출 증대를 통한 외형성장과 더불어 재무구조 개선 등 내실을 강화해 글로벌 기업으로서의 기틀을 마련해 나가고 있다. 2007년 하이트맥주와 진로의 수출부문을 통합해 해외사업본부로 조직을 확대하고 중국에 현지법인을 설립하는 등 본격적인 글로벌 행보를 시작하였다. 이후 수출 국가는 16개국이 늘었고 수출 브랜드는 43개 품목이 증가해 현재는 총 73개국에 100여개가 넘는 품목을 수출 중이다.
2014년 매출 2조 2,049억, 영업이익 4,876억원을 목표로 하고 있으며, 이로써 하이트진로는 국내 주류업계 최초로 매출 2조원을 넘어서게 될 전망이다.

## 제품
맥주
- 하이트(Hite)

크라운맥주 후속 제품으로 1993년에 출시되었다. 출시 당시에 100% 천연 암반수로 사용하였다 1996년 출시 3년 만에 맥주시장 1위를 차지한 후 15년동안 대한민국 맥주 1위를 지켰다. 1993년 30%에 불과했던 하이트맥주의 시장점유율은 1996년 43%, 2000년에는 53%를 기록하며 처음으로 절반을 넘어섰다. 2000년 4월에는 2년간 연구기간을 거처 3단계 리듬공법으로 적용한 하이트가 재출시하였다. 대한민국 최초의 비열처리맥주로서, 콜드존(Cold Zone) 여과공법과 산소차단 시스템(Air Blocking System) 등을 통해 제조하였다. 2012년 3월 리뉴얼된 하이트는 디자인 뿐 아니라 아이스 포인트 빙점여과공법(Ice Point Filtration System)을 사용하였다. 2016년 4월 3세대 하이트 엑스트라 콜드는 업그레이드 된 엑스트라 콜드 공법으로 사용하였다. 2020년 12월에는 ALL NEW 엑스트라 콜드 공법으로 리뉴얼 패키지로 출시하였다.
- - 하이트제로
- 맥스(Max)

대한민국 최초의 100% 보리맥주이다. 2006년 9월 처음 출시한 맥스 판매량은 최근까지 연 평균 46.4%라는 폭발적인 성장세를 이어왔으며, 출시 4년 만인 지난 2010년 9월 누적판매량 11억3000만병을 돌파했다. 대한민국 맥주시장에서 맥스 점유율은 출시 2년 차였던 2007년 3.0%를 돌파한 후 2008년 4.5%, 2009년 7.0%, 2010년 9.3%로 단일 브랜드로는 보기 드문 성장세를 보이고 있다. 특히 2015년부터 크림생올몰트 맥스 재출시 하였다
- 드라이피니쉬 d(Dry Finish d)

2010년 8월 출시된 ‘드라이피니쉬 d(dryFinish d)’는 덴마크의 맥주연구소 ‘댄브루(DANBREW ALECTIA)’와 기술제휴를 통해 5년간의 연구 끝에 개발한 드라이 타입(Dry Type) 맥주다. 알코올 도수는 5도이다. 드라이피니쉬 d에는 하이트맥주 중앙연구소에서 개발한 드라이 공법이 적용됐다. 이 공법은 발효과정에서 드라이 효모를 통해 맥즙 내의 당분이 남지 않도록 깨끗이 발효시켜 마지막 목 넘김의 순간에 맥주의 잔 맛이 남지 않도록 잡미(雜味)를 제거해주는 핵심 발효기술이다. 독특한 병 디자인으로 2010년 말 열린 '제12회 아시아 패키지 디자인 콘퍼런스(Asia Package Design Conference)‘에서 우수작(180개 출품작 중 3작)으로 선정되었다.

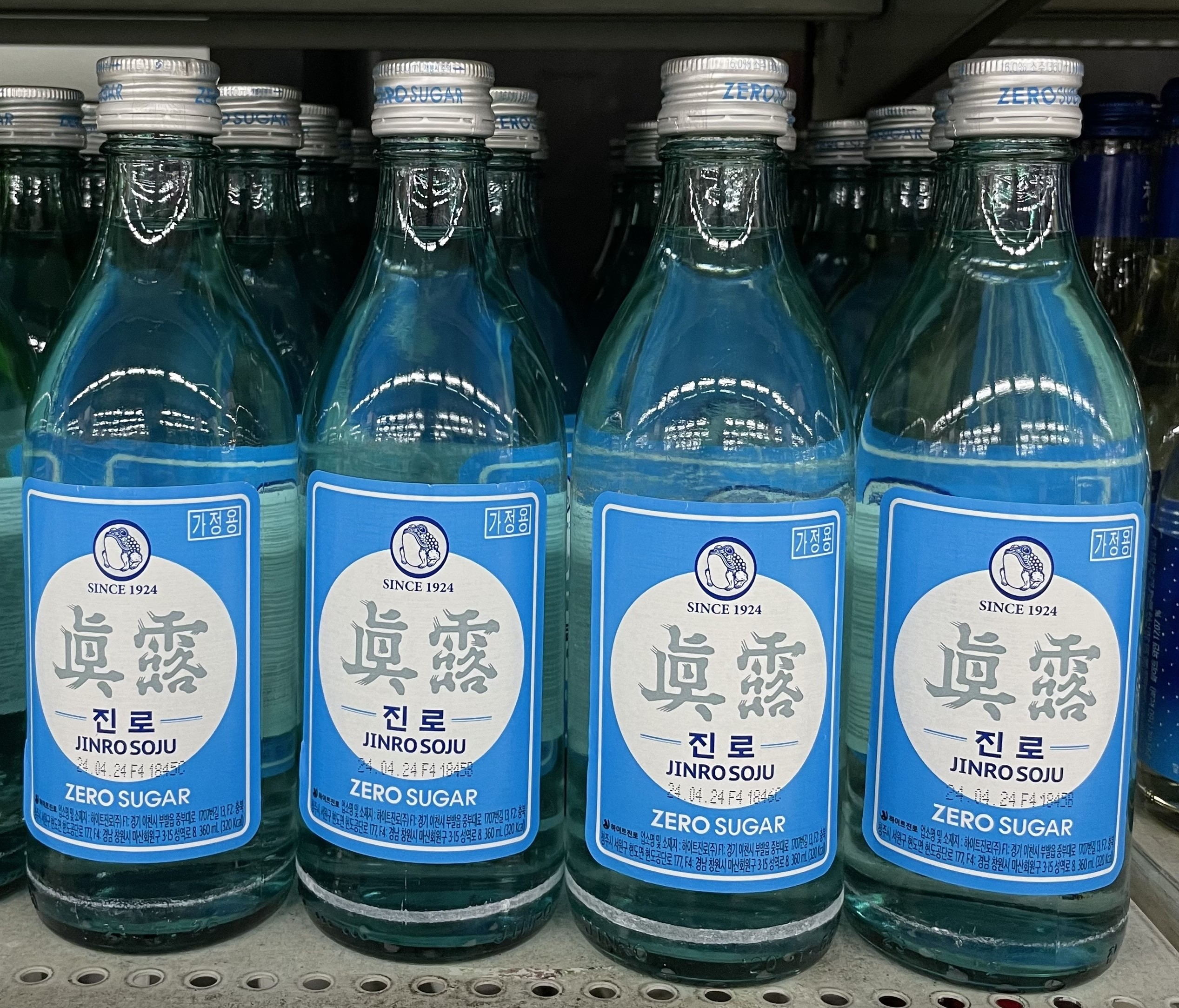
진로 이즈 백

- 스타우트(Stout)
- 에스(S)
- 퀸즈에일(QUEEN’S ALE)
- 망고링고(MANGOLiNGO)
- 필라이트(Fillite)
- 망고링고
- 테라 (TERRA)
- 켈리 (Kelly)

소주
- 참이슬(Chamisul)

1998년 10월 출시하였다. 기존의 소주가 25도인데 비해 알콜 도수를 낮췄다. 대나무숯의 효능을 소주 제조과정에 접목시켜 잡미와 불순물을 제거하였다. 이 제품의 제조방법에 도입한 대나무숯 여과공법은 ‘죽탄과 죽탄수를 이용한 주류의 제조방법’으로 기술특허를 취득하였으며, 종전의 소주 제조공정과는 다른 신공법으로 평가받았다. 출시 후 2년 만에 단일 브랜드로 대한민국 시장의 절반이상을 차지했다. 2006년 5월에는 출시 후 누적 판매량 100억병, 2012년 12월에는 200억병을 돌파하였다.
- 참이슬 클래식(Chamisul Classic)
- 참이슬 네이처 (Chamisul Nature)
- 참이슬 16.9
- 일품진로
- 진로골드(JINRO GOLD)
- 참이슬 담금주
- 쏘달
- Jinro진로 이즈 백
- Otzu
- Jinro Dry
- Jinro Jamon

스키킹덤(Kingdom)
- 커티삭(Cutty Sark)
- 더클래스(The Class)

와인
- 하이트진로 와인

기타 주종
- 진로 햇복분자(JINRO Bok Bun Ja Joo)
- 매화수
- 진로포도주
- 자몽에이슬

이 외 동의보감 복분자, 매화수, 프리미엄 소주인 일품진로 등을 생산하고 있으며, 진로 동의보감 복분자는 2012년 몽드셀렉션(Monde-Selection) 와인부분 금상수상에 이어 국제품질인증 대상을 수상했다.
사케
- 키쿠스이 (Kikusui)
- 다카시미즈 (Takashimizu)
- 마보로시 (Maboroshi)
- 아마노토 (Amanoto)

수입주류
- 1664 블랑 (Kronenbourg 1664 Blanc)
- 써머스비(Somersby)
- 싱하 (SINGHA)
- 4X 골드 (XXXX GOLD)
- 발라스트 포인트 (Ballast Point)
- 기린 이치방 (Kirin Ichiban)
- 브루독 (BREWDOG)
- 리틀 크리에이쳐스 (Little Creatures)

계열사 브랜드
- 하이트진로음료
  - natural mineral water 석수
  - 퓨리스(Puriss)
  - 디아망(DIAMANT)
  - 하이트 제로 (hite ZERO): 무알콜
  - 토닉워터(Tonic Water)
  - 카린스(Collins)
  - 술깨는 비밀
  - 아이슬랜딕 글래시얼(ICELANDIC GLACIAL)
  - 노르딕 코이뷰(NORDIC KOIVU)

## 하이트진로 관계 계열사
- 우천학원 - 우신고등학교 학교법인

## 같이 보기
- 하이트 (맥주)
- 드라이피니쉬 d
- 맥스
- 스타우트
- 에스
- 온게임넷 스파키즈 - 온게임넷이 창단한 스타크래프트 및 스페셜 포스 프로게임단, 하이트 맥주가 네이밍 스폰서로 참여하고 있다.